# Nils Lofgren (album)
Nils Lofgren is een de titel van het debuutalbum van de Amerikaanse rockartiest Nils Lofgren. Het album bereikte nummer 141 in de Amerikaanse Billboard Album Top 200.
Hij bracht zijn elpee in 1975 uit, nadat hij in de jaren ervoor had gespeeld in zijn eigen band Grin, met Neil Young en in Crazy Horse. Op het laatste nummer Goin' back na, dat werd geschreven door Carole King en Gerry Goffin, schreef Lofgren alle nummers zelf.
De waardering voor het album kwam pas jaren later. Zijn fans verwachtten in die tijd vooral dat hij werk zou uitbrengen waarop hij zijn gitaarkwaliteiten zou bevestigen. Daarentegen is het een rustig album geworden waarop hij zich niet zozeer als gitarist laat horen, maar vanuit meerdere muzikale oogpunten zoals als songwriter en bandleider, en enigszins als zanger hoewel de meningen daar vanwege zijn kopstemgeluid over verschillen. Ook is er geregeld een belangrijk aandeel voor zijn pianospel ingeruimd. Daarnaast gaf hij als medeproducer veel ruimte aan de andere artiesten.

## Nummers
| Nummer | Naam                                     | Duur |
| ------ | ---------------------------------------- | ---- |
| A1     | Be good tonight                          | 0:50 |
| A2     | Back it up                               | 2:23 |
| A3     | One more saturday night                  | 3:05 |
| A4     | If I say so, it's so                     | 2:55 |
| A5     | I don't want to know                     | 2:47 |
| A6     | Keith don't go (ode to The Glimmer Twin) | 4:21 |
| B1     | Can't buy a break                        | 2:48 |
| B2     | Duty                                     | 2:56 |
| B3     | The Sun hasn't set on this boy yet       | 2:48 |
| B4     | Rock and roll crook                      | 2:53 |
| B5     | Two by two                               | 3:04 |
| B6     | Goin' back                               | 3:53 |